# Близнецов, Геннадий Алексеевич
Геннадий Алексеевич Близнецов (род. 6 января 1941, Харьков) — советский прыгун с шестом, чемпион Европы в помещении 1966 года, участник летних Олимпийских игр 1964 и 1968 годов. Семикратный чемпион СССР (1963—1966, 1968, 1970, 1972). Заслуженный мастер спорта СССР (1965).

## Биография
Окончил Харьковский политехнический институт (1965) и Харьковский педагогический институт (1984).
Выступал в составе сборной команды СССР с 1963 по 1972 год.
С 1974 по 1991 год работал старшим преподавателем кафедры физкультуры и спорта Военной инженерной радиотехнической академии имени Л. А. Говорова. С 2000 года — тренер-преподаватель по настольному теннису юношеской спортивной школы.

## Награды
Награждён орденом «Знак Почета». В 2011 году награждён знаком «Почётный динамовец».

## Результаты

### Соревнования
| Год  | Соревнования                                     | Город        | Дата                      | Результат | Место |
| ---- | ------------------------------------------------ | ------------ | ------------------------- | --------- | ----- |
| 1963 | Универсиада                                      | Порту-Алегри |                           | 4,60 CR   | I     |
| 1964 | Олимпийские игры                                 | Токио        | 17 октября                | 4,95 NR*  | 5     |
| 1965 | Универсиада                                      | Будапешт     |                           | 4,90      | II    |
| 1966 | Европейские легкоатлетические игры (в помещении) | Дортмунд     | 27 марта                  | 4,90      | I     |
| 1966 | Чемпионат Европы                                 | Будапешт     | 31 августа (квалификация) | 4,40      | —     |
| 1967 | Европейские легкоатлетические игры (в помещении) | Прага        | 11—12 марта               | 4,90      | II    |
| 1968 | Европейские легкоатлетические игры (в помещении) | Мадрид       | 9—10 марта                | 5,10      | II    |
| 1968 | Олимпийские игры                                 | Мехико       | 16 октября                | 5,30 NR*  | 6     |
| 1969 | Европейские легкоатлетические игры (в помещении) | Белград      | 8—9 марта                 | 5,10      | II    |
| 1970 | Чемпионат Европы (в помещении)                   | Вена         | 14—15 марта               | 5,00      | 6     |

| Год  | Соревнования            | Город          | Дата           | Результат | Место |
| ---- | ----------------------- | -------------- | -------------- | --------- | ----- |
| 1963 | Спартакиада             | Москва         | 13 августа     | 4,70 NR*  | I     |
| 1964 | Чемпионат               | Киев           | 29 августа     | 4,80 NR*  | I     |
| 1965 | Чемпионат               | Алма-Ата       | 15 октября     | 5,00 NR*  | I     |
| 1966 | Чемпионат               | Днепропетровск | 12—14 августа  | 5,00      | I     |
| 1967 | Спартакиада             | Москва         | 28—1 августа   | 5,00      | II    |
| 1968 | Чемпионат               | Ленинакан      | 15—18 августа  | 5,12      | I     |
| 1969 | Чемпионат               | Киев           | 17—20 августа  | 5,00      | II    |
| 1970 | Чемпионат               | Минск          | 12—14 сентября | 5,20      | I     |
| 1971 | Чемпионат (в помещении) | Москва         | 27—28 февраля  | 5,00      | II    |
| 1971 | Спартакиада             | Москва         | 16—19 июля     | 5,10      | II    |
| 1972 | Чемпионат               | Москва         | 17—20 июля     | 5,20      | I     |

### Рекорды
15 октября 1965 года Геннадий Близнецов, выступая на первой в СССР искусственной дорожке, первым в СССР преодолел высоту 5 метров.